# Guozijian

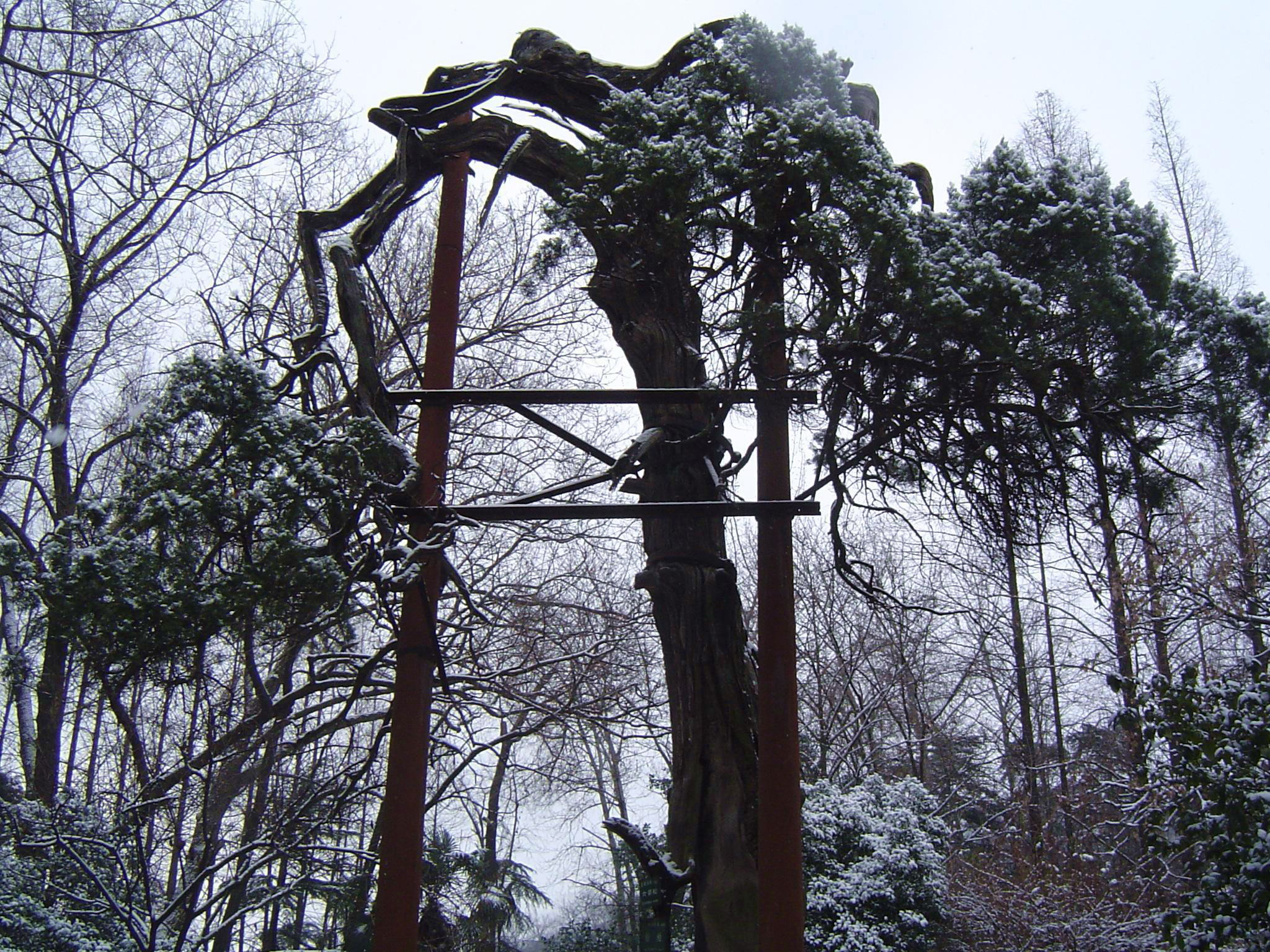
Juniperus chinensis de las Seis Dinastías, el símbolo del Guozijian de Nankín

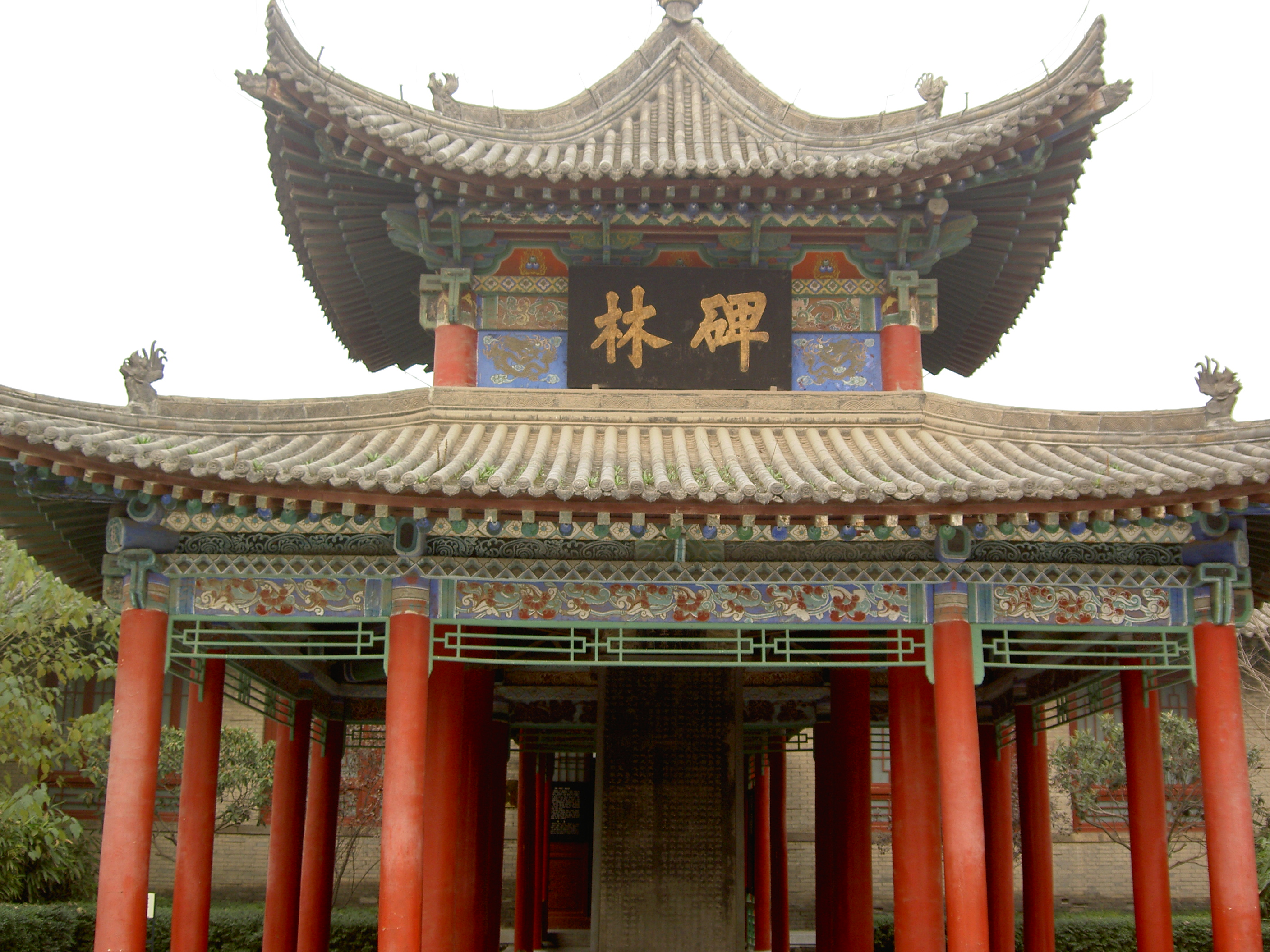
Bosque de estelas en Xi'an, donde se encuentran numerosas estelas antiguas del Guozijian de Chang'an de la dinastía Tang

El Guozijian, a veces traducido como Colegio Imperial, Academia Imperial, Universidad Imperial, Academia Nacional o Universidad Nacional, fue la institución central nacional de educación superior en las dinastías chinas posteriores a la dinastía Sui. Fue la institución más alta de investigación y aprendizaje académico en el sistema educativo tradicional de China, con la función de administración de la educación en el imperio.

## Historia
Antiguamente se llamaba Taixue (tdl. ‘Universidad Imperial’). El Taixue para los Gongsheng ( estudiantes tributos ) del pueblo era parte del Guozijian, junto con el Guozixue para los estudiantes nobles. Las escuelas centrales de Taixue existieron desde el año 3 d. C., cuando se estableció y financió un sistema escolar estándar a nivel nacional durante el reinado del emperador Ping de Han. La institución fue conocida como Guozijian a partir de la dinastía Sui. Durante la dinastía Ming, el emperador Hongwu promovió el estudio del derecho, las matemáticas, la caligrafía, la equitación y el tiro con arco en el Guozijian.
En 1905, el Guozijian fue cerrado. Durante la reforma de los Cien Días de la dinastía Qing, las funciones educativas y administrativas de Guozijian fueron reemplazadas principalmente por la Universidad de la Capital Imperial (también traducida como Universidad Imperial de Pekín), que más tarde se convirtió en la moderna Universidad de Pekín.

## Ubicaciones
Los Guozijian estaban ubicados en la capital nacional de cada dinastía china, como Chang'an, Luoyang, Kaifeng y Hangzhou. En los primeros años de la dinastía Ming, el Guozijian estaba en Nankín. Posteriormente, la dinastía Ming tuvo dos capitales, por lo que hubo dos Guozijian: uno en Nankín (que más tarde se convertiría en la Universidad de Nankín) y otro en Pekín. Durante la dinastía Qing, el Guozijian solo estaba en Pekín.
El Guozijian de Pekín, ubicado en la calle Guozijian en el distrito de Dongcheng, fue la universidad imperial durante las dinastías Yuan, Ming y Qing; la mayoría de los edificios actuales fueron construidos durante la dinastía Ming. Fue el último Guozijian en China y predecesor de la actual Universidad de Pekín.

## Vietnam

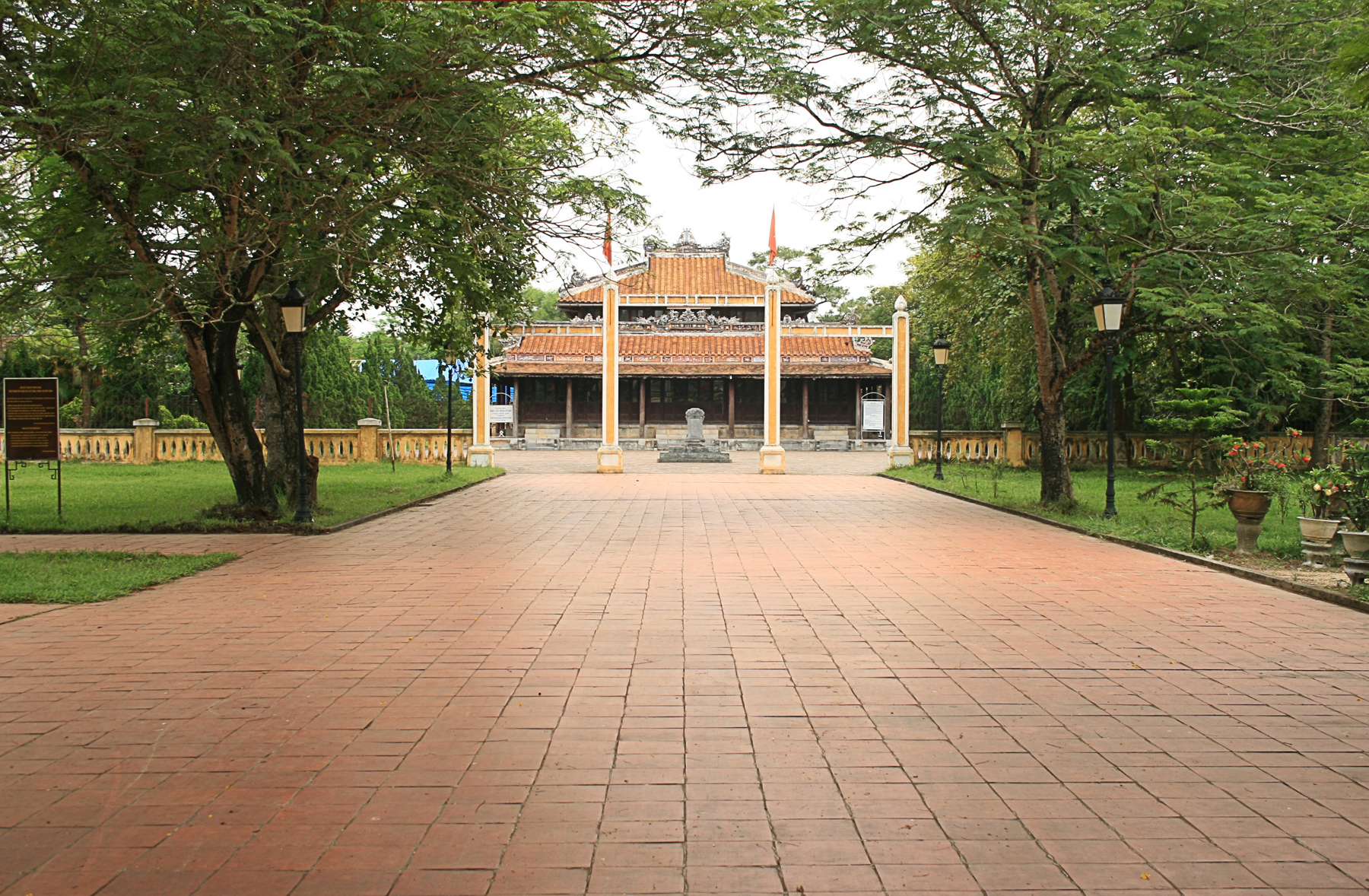
Entrada a la academia imperial en Huế, Vietnam central

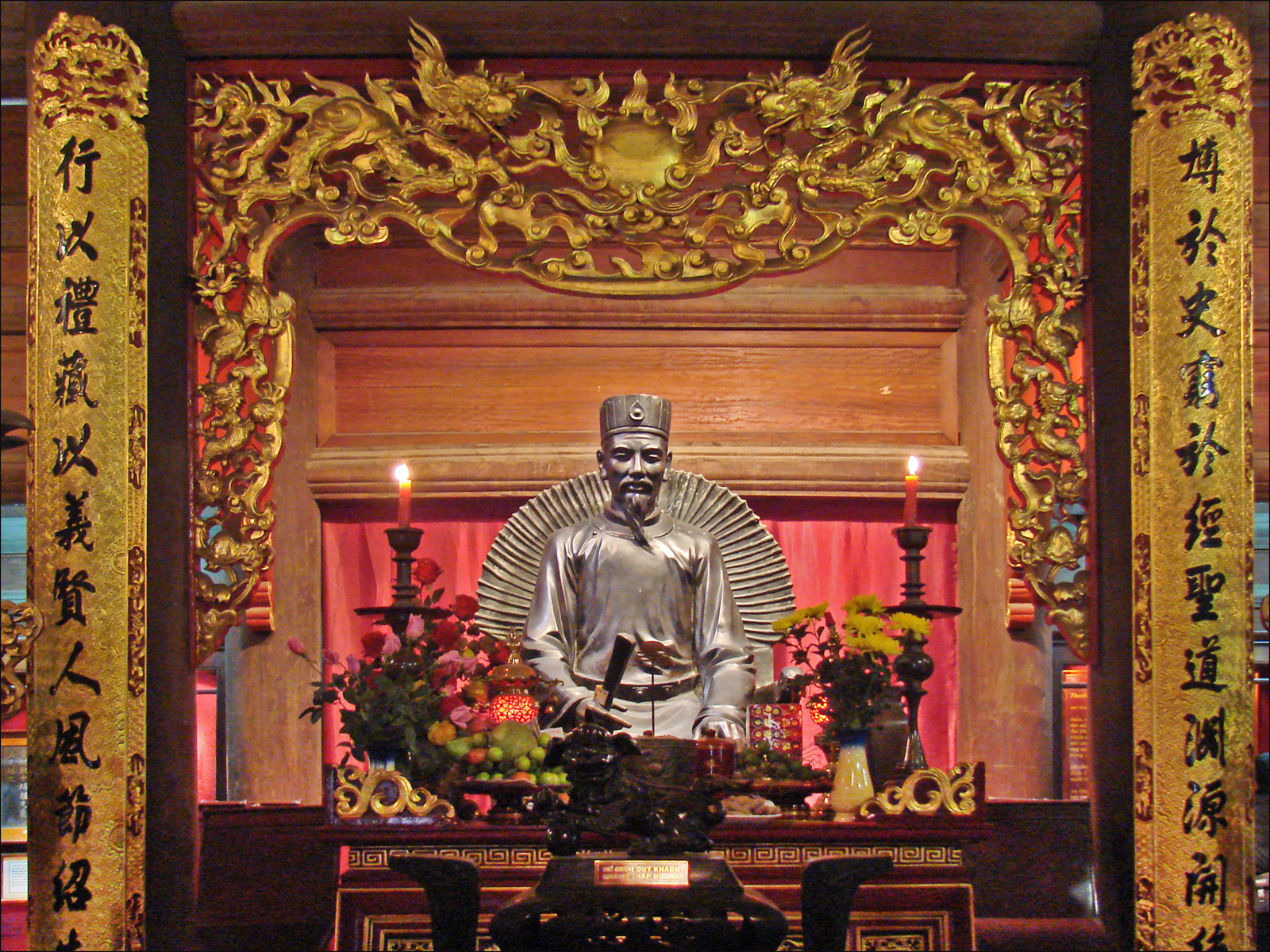
Altar dedicado a Chu Văn An, rector de la academia imperial.

En Vietnam, un año después de los primeros exámenes confucianos establecidos por Lý Nhân Tông (李仁宗), el Guozijian (chữ Hán : 國子監) fue construido en 1076 en el sitio del Templo de la Literatura. Fue la primera universidad de Vietnam y estuvo en funcionamiento por más de setecientos años, entre 1076 y 1779. En 1802, la dinastía Nguyễn fundó la capital Huế, donde establecieron una nueva academia imperial. Varios rectores notables del Quốc tử giám en Hanoi fueron Chu Văn An, Nguyễn Phi Khanh y Vũ Miên.